# Hyalomma marginatum
Hyalomma marginatum é uma espécie de carrapato que parasita aves, incluindo o Hirundo obsoleta. Este aracnídeo foi implicado na transmissão de vírus Bahig, um arbovírus patogênico que antes pensava-se que era transmitido apenas por mosquitos.